# Bruno Vogt
Bruno Vogt (* 9. August 1960) ist ein ehemaliger liechtensteinischer Fussballspieler.

## Karriere

### Verein
Vogt spielte in seiner gesamten Laufbahn für den FC Balzers, bis 1982 in den Jugendmannschaften des Vereins und danach bis zu seinem Karriereende 1994 in der ersten Mannschaft.

### Nationalmannschaft
Er absolvierte sein einziges Länderspiel für die liechtensteinische Fussballnationalmannschaft am 7. Juni 1984 beim 0:6 gegen Österreich im Rahmen eines Freundschaftsspiels, als er in der 81. Minute für Markus Haas eingewechselt wurde.